# 芝浦工業大学システム理工学部
芝浦工業大学システム理工学部（しばうらこうぎょうだいがくしすてむりこうがくぶ）は、芝浦工業大学に設置されている学部の一つ。
キャンパスは、大宮キャンパス。

## 概要
芝浦工業大学システム理工学部は、学問体系を横断し関連づけるシステム工学の手法により、総合的解決策を追及する「システム思考」、目標達成の機能を作る「システム手法」、問題解決の人・知識・技術を統合する「システムマネジメント」を軸に教育研究を行い、新しい時代の要請に応え、地域と人類社会の発展に寄与する有能な人材の育成をめざしている。
いくつかの理工学分野を融合した学科を設置し、学生がシステム思考、システム手法、システムマネジメントについて学び、各学科における高度な専門知識を学べるようなカリキュラムを用意している。

## 沿革
- 1966年（昭和41年） - 埼玉県大宮市（現在のさいたま市見沼区）に大宮キャンパスの開校。
- 1991年（平成3年） - システム工学部を設置。電子情報システム学科、機械制御システム学科、環境システム学科を開設。
- 2008年（平成20年） - システム工学部に生命科学科を開設。SIT総合研究所を設置。
- 2009年（平成21年） - システム工学部を「システム理工学部」に名称変更。システム理工学部に生命科学科と数理科学科を開設。
- 2011年（平成23年） - 大学院工学研究科を大学院理工学研究科に名称変更。大学院理工学研究科修士課程にシステム理工学専攻を開設。

## 組織
- システム理工学部
  - 電子情報システム学科
  - 機械制御システム学科
  - 環境システム学科
  - 生命科学科
  - 数理科学科

## 学部長
- 澤田 英行

## 交通アクセス
- JR東大宮駅から徒歩20分、七里駅徒歩30分